# Dean Malenko
Dean Simon (nascido em 4 de Agosto de 1960) mais conhecido pelo nome no ringue Dean Malenko, é um ex-lutador profissional. Está atualmente em contrato com a All Elite Wrestling trabalhando como agente. Ficou conhecido pela passagem pela Extreme Championship Wrestling (ECW) e em seguida pela World Wrestling Federation (WWF) que posteriormente se tornou a World Wrestling Entertainment (WWE), além da New Japan Pro Wrestling (NJPW) e World Championship Wrestling (WCW).